# Smollich
Der deutsche Familienname Smollich ist ein indirekter Berufsname. Er leitet sich vom polnischen Wort für Teer/Pech (smoła) ab (K. Rymut: „Nazwiska Polaków“ (Poln. Familiennamen), Bd. 2, Kraków 2001). Der erste Namensträger war demnach von Beruf Pechsieder oder Pechbrenner. Der Beruf des Pechsieders war im Mittelalter weit verbreitet; er umfasste das Ernten von Baumharz, das dann zur Gewinnung von Pech diente.

## Varianten
Bei der Schreibweise Smollich handelt es sich um die eingedeutschte Version des polnischen Namens "Smolich", da ein Doppelkonsonant im Polnischen untypisch ist. Durch die Verwendung von Suffixen existiert außerdem eine Vielzahl von Familiennamen des gleichen Wortstammes, so z. B. Smolin, Smolik, Smolnik, Smolarz, Smolarek, Smolinski u. v. a. m.

## Häufigkeit und Verbreitung
Mit zurzeit ca. 250 Namensträgern in Deutschland gehört Smollich zu den seltenen Familiennamen. Vor dem Zweiten Weltkrieg fand er sich besonders in den deutschen Ostgebieten, und zwar vor allem in Ostpreußen, Pommern und Oberschlesien. Durch die Vertreibung der deutschen Bevölkerung gegen Ende des Krieges findet sich der Name heute in einer breiten regionalen Streuung, wobei er im Norden und Westen Deutschlands sowie in Berlin leicht gehäuft auftritt. Erstmals urkundlich erwähnt wurde der Name "Smolich" im Taufregister von Nikolaiken (Ostpreußen), das die Geburt von Friedrich Smolich am 23. August 1744 vermerkt; erster bekannter Namensträger mit der Schreibweise "Smollich" war Michael Smollich (geboren 1680). Die häufigsten männlichen Vornamen der Ahnenreihe sind Michael, Johann und Martin.

## Bekannte Namensträger
- Rudolf Smollich (1913–1998), Ritterkreuzträger
- Thomas Smollich (* 1963), Richter, Präsident des Niedersächsischen Verfassungsgerichtshofs, Präsident des Niedersächsischen Oberverwaltungsgerichts, Staatssekretär